# Josef Ritter von Führich
Josef Ritter von Führich, Joseph von Führich (ur. 9 lutego 1800 w Kratzau, zm. 13 marca 1876 w Wiedniu) – austriacki malarz i grafik; reprezentant nazareńczyków, tworzący głównie dzieła o treści religijnej. 

## Życiorys
Urodził się w rodzinie malarza Wenzela Ambrosa Führicha i Johanny z d. Reilich. Od 1816 r. uczył się malarstwa w Pradze u Josepha Berglera (młodszego) w tamtejszej Akademii Sztuk Pięknych. W 1826 r. przybył do Rzymu, gdzie namalował trzy freski w Palazzo Massimi. Od 1834 r. był zatrudniony w Akademii Sztuk Pięknych w Wiedniu, gdzie w 1841 został profesorem kompozycji. W Wiedniu namalował wielkoformatowe obrazy dla tamtejszego kościoła pw. św. Jana Nepomucena (Johann-Nepomuk-Kirche) w dzielnicy Leopoldstadt oraz serię malowideł ściennych (1854–1861) dla kościoła parafialnego w wiedeńskim Altlerchenfelder (Altlerchenfelder Pfarrkirche).
Oprócz obrazów i fresków, wykonywał też ilustracje książkowe (np. do Księgi Psalmów), a także szopki bożonarodzeniowe, w przypadku których zapoczątkował nowy styl ich projektowania i wykonywania, charakteryzujący się wykorzystaniem wycinanek z kartonu oraz motywów orientalnych. Styl ten był kontynuowany i rozwijany przez uczniów artysty i jego naśladowców.
W 1872 r. otrzymał Order Franciszka Józefa w klasie kawalera.

## Galeria

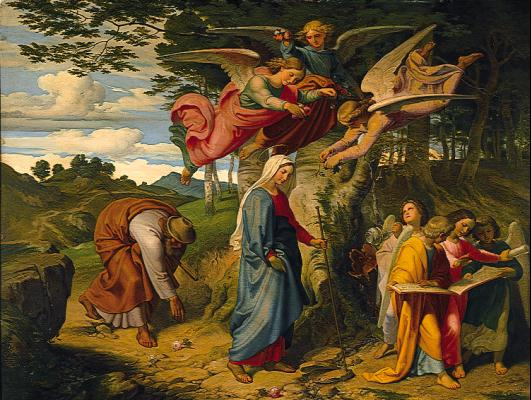
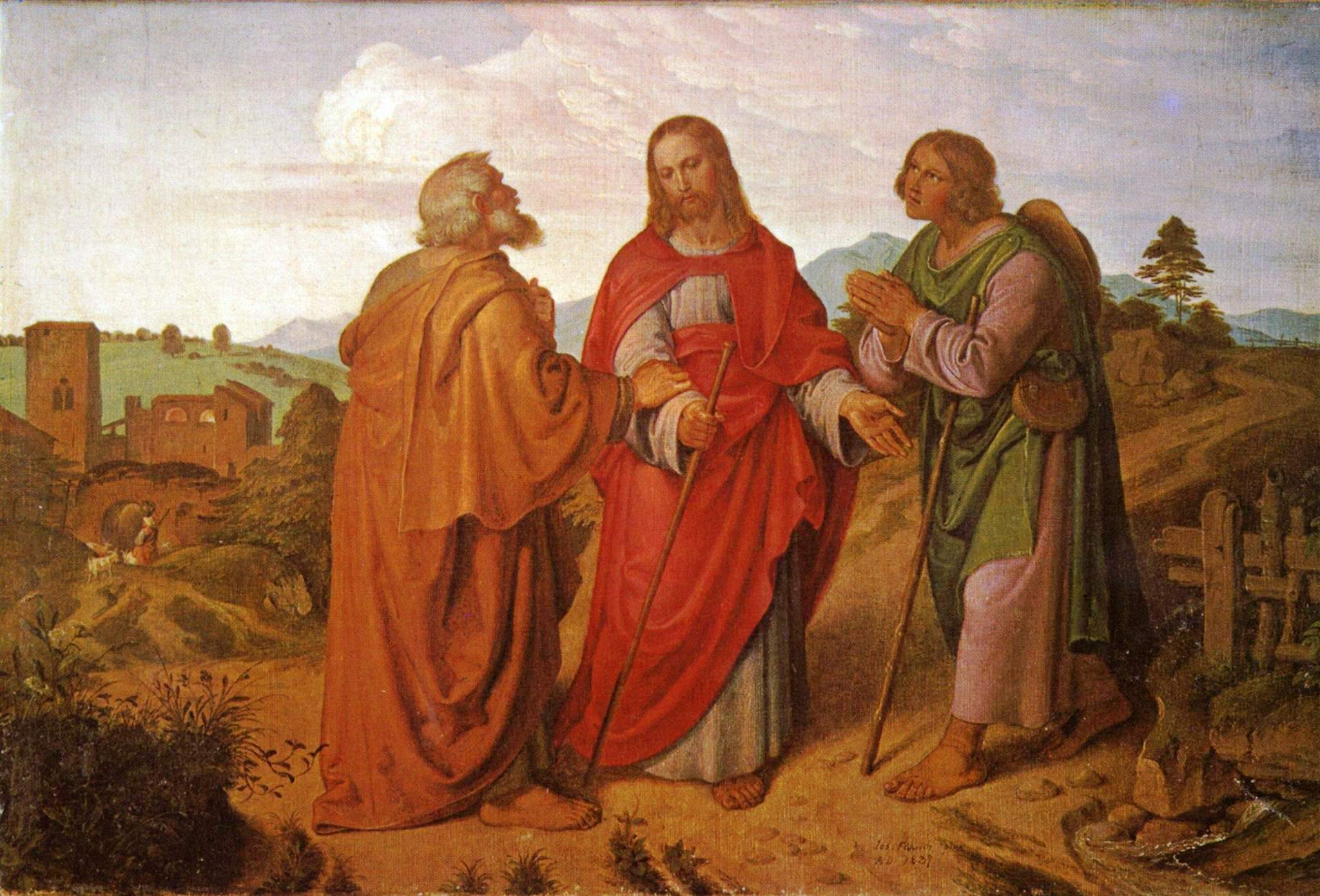
The Road to Emmaus appearance, painted by Josef von Führich, 1837.
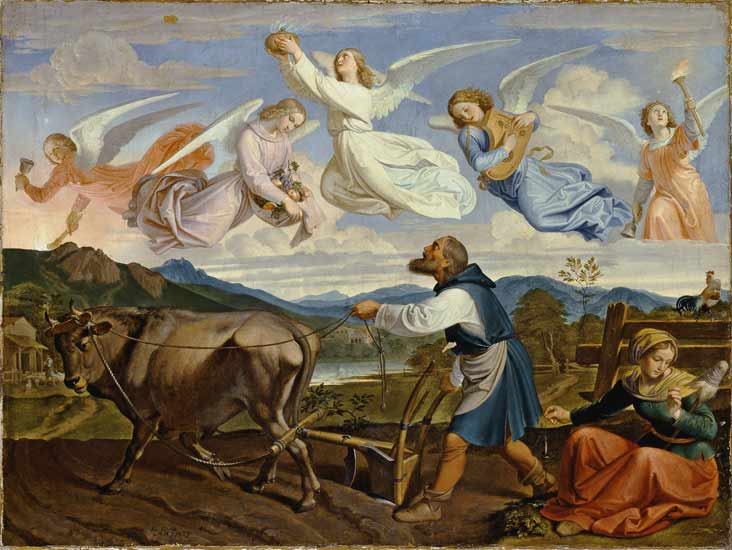
Isidor'd dream
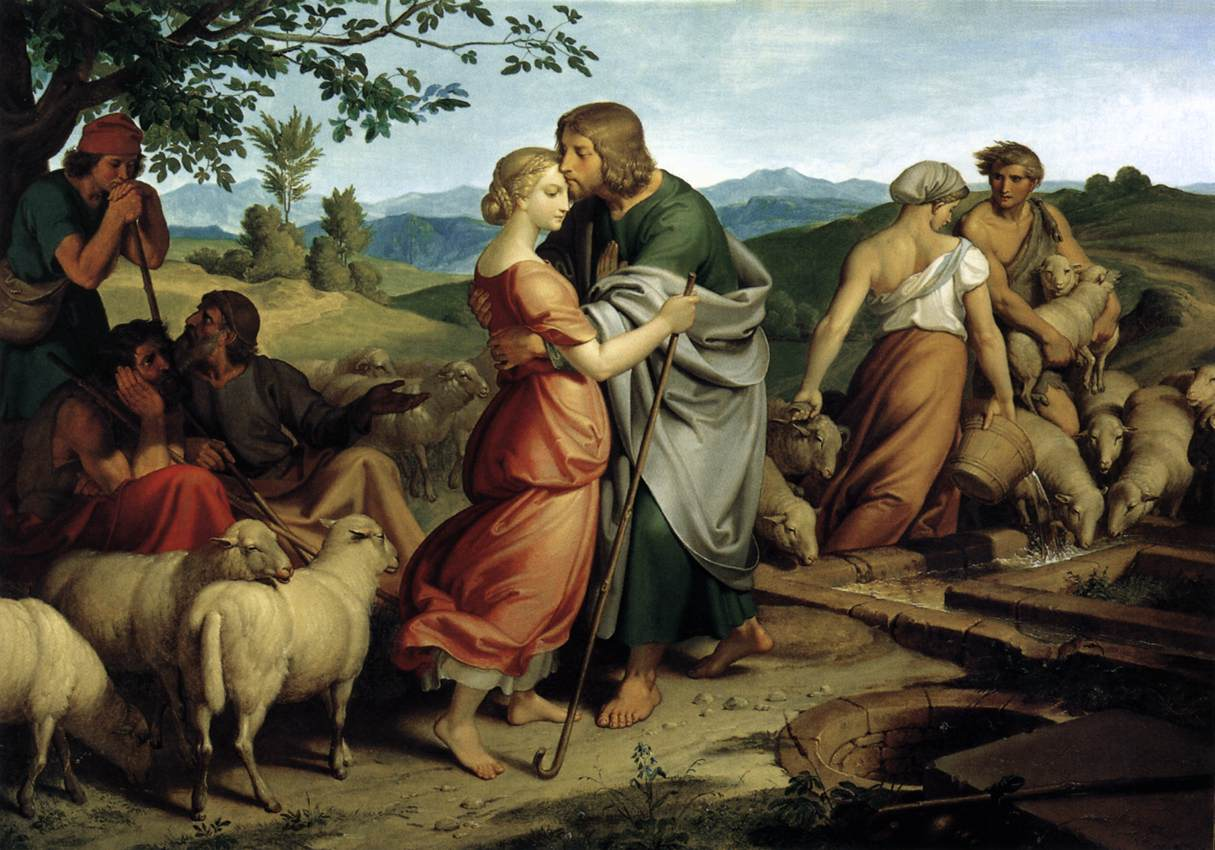
Jacob Encountering Rachel with her Father's Herds
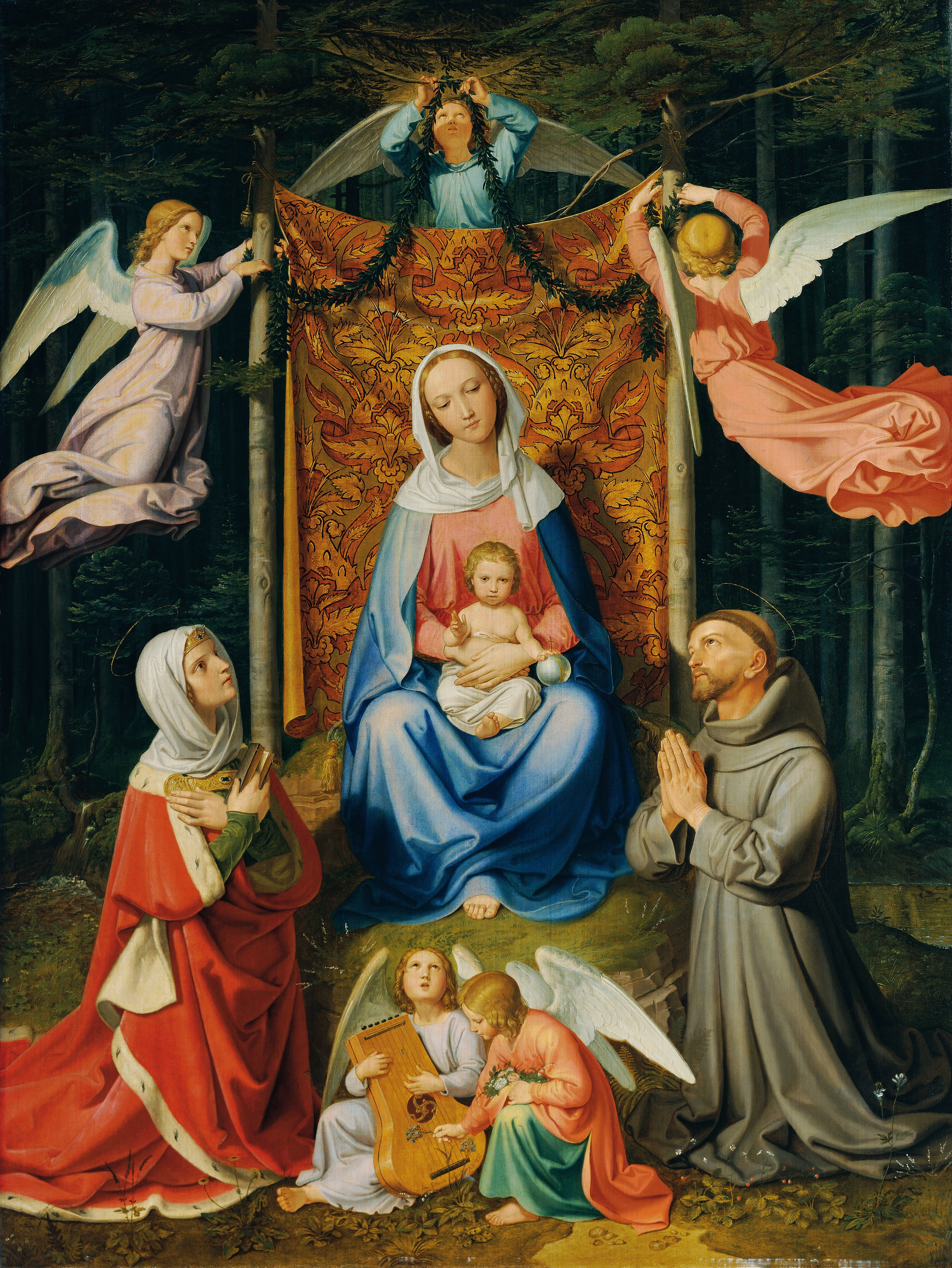